# Club Atlético River Plate 1926
Questa voce raccoglie le informazioni riguardanti il Club Atlético River Plate nelle competizioni ufficiali della stagione 1926.

## Stagione
Il River partecipò a uno dei due campionati organizzati in quell'anno dalle due federazioni esistenti: il rendimento fu caratterizzato da una scarsa continuità, che portò il club a posizionarsi a metà classifica.

## Maglie e sponsor
| Casa |

## Rosa
| N. |                      | Ruolo | Calciatore            |
| -- | -------------------- | ----- | --------------------- |
|    | Argentina (bandiera) | P     | Jorge Iribarren       |
|    | Argentina (bandiera) | P     | Ricardo Marchisotti   |
|    | Argentina (bandiera) | P     | Roberto Squassi       |
|    | Argentina (bandiera) | D     | Jacinto Cacopardo     |
|    | Argentina (bandiera) | D     | Pedro Choperena       |
|    | Argentina (bandiera) | D     | Juan Carlos Iribarren |
|    | Argentina (bandiera) | C     | Eduardo Biaggi        |
|    | Argentina (bandiera) | C     | Cándido García        |
|    | Argentina (bandiera) | C     | Miguel González       |
|    | Argentina (bandiera) | C     | Juan Magrini          |
|    | Argentina (bandiera) | C     | Serafín Montero       |
|    | Argentina (bandiera) | C     | Moisés Patiño         |
|    | Argentina (bandiera) | C     | Humberto Porta        |
|    | Argentina (bandiera) | C     | Santiago Power        |
|    | Argentina (bandiera) | C     | Alberto Rissone       |
|    | Argentina (bandiera) | C     | Irineo Rosas          |

| N. |                      | Ruolo | Calciatore           |
| -- | -------------------- | ----- | -------------------- |
|    | Argentina (bandiera) | C     | Heriberto Simmons    |
|    | Argentina (bandiera) | C     | Roberto Taramasso    |
|    | Argentina (bandiera) | C     | Antonio Traverso     |
|    | Argentina (bandiera) | A     | Juan Carlos Ahumada  |
|    | Argentina (bandiera) | A     | José Caniche         |
|    | Argentina (bandiera) | A     | Juan Coviello        |
|    | Argentina (bandiera) | A     | Antonio Ganduglia    |
|    | Argentina (bandiera) | A     | Alberto Gainzarain   |
|    | Argentina (bandiera) | A     | Francisco Gondar     |
|    | Argentina (bandiera) | A     | Juan Carlos Irurieta |
|    | Argentina (bandiera) | A     | Vicente Locasso      |
|    | Argentina (bandiera) | A     | Juan Melaldi         |
|    | Argentina (bandiera) | A     | Aristóbulo Nietto    |
|    | Argentina (bandiera) | A     | Eduardo Oliva        |
|    | Argentina (bandiera) | A     | Alberto Parini       |
|    | Argentina (bandiera) | A     | Eugenio Taboada      |

## Statistiche

### Statistiche di squadra
| Competizione     | Punti | Totale | Totale | Totale | Totale | Totale | Totale | DR |
| Competizione     | Punti | G      | V      | N      | P      | Gf     | Gs     | DR |
| ---------------- | ----- | ------ | ------ | ------ | ------ | ------ | ------ | -- |
| Primera División | 24    | 25     | 10     | 4      | 11     | 32     | 24     | +8 |
| Totale           | -     |        |        |        |        |        |        | -  |